# Isoentomon pseudosaharense
Isoentomon pseudosaharense är en urinsektsart som först beskrevs av Sören Ludvig Paul Tuxen 1967.  Isoentomon pseudosaharense ingår i släktet Isoentomon och familjen trakétrevfotingar. Inga underarter finns listade i Catalogue of Life.